# Chasse gardée 2
Pour les articles homonymes, voir Chasse gardée.
Série
Chasse gardée
(2023)
Pour plus de détails, voir Fiche technique et Distribution.
Chasse gardée 2  est une comédie franco-belge réalisée par Antonin Fourlon et Frédéric Forestier et dont la sortie est prévue en 2025. C'est la suite de Chasse gardée, des mêmes réalisateurs, sorti en 2023.

## Synopsis
Il y a deux ans que Simon et Adélaïde ont quitté Paris. Le fils de Bernard arrive chez eux et il pratique la chasse autant que son père auparavant.

## Fiche technique
Source IMDb
 Sauf indication contraire, les informations mentionnées dans cette section peuvent être confirmées par les bases de données cinématographiques IMDb et Allociné,  présentes dans la section « Liens externes ».
- Titre original : Chasse gardée 2
- Réalisation : Antonin Fourlon et Frédéric Forestier
- Scénario : Antonin Fourlon
- Musique : Erwann Chandon
- Sociétés de production : TF1 Films Production, Curiosa Films et Starman Films
- Société de distribution : UGC Distribution (France)
- Pays de production :  France et  Belgique
- Langue originale : français
- Format : couleur - 2,35: 1
- Genre : comédie
- Date de sortie[2] :
  - France : 10 décembre 2025

## Distribution
Source IMDb
- Hakim Jemili[3] : Simon
- Camille Lou[3] : Adélaïde
- Didier Bourdon[3] : Bernard
- Jean-François Cayrey : Michel
- Julien Pestel : Benjamin
- Isabelle Candelier : Olivia, la femme de Bernard
- Thierry Lhermitte : Gaspard, père d'Adélaïde
- Chantal Ladesou : l'agent immobilier
- Maxime Gasteuil

## Production
Le tournage débute en avril 2025 et se déroule notamment à Compiègne dans l'Oise . Les prises de vues ont également lieu à Vic-sur-Aisne